# Воган, Уилмот, 1-й граф Лисбёрн
Уилмот Воган, 1-й граф Лисберн (англ. Wilmot Vaughan, 1st Earl of Lisburne; 1728 — 6 января 1800) — валлийский пэр и политик. Он был известен как 4-й виконт Лисбёрн с 1766 по 1776 год.

## Биография
Родился в 1728 году. Старший сын Уилмота Вогана, 3-го виконта Лисбёрна (? — 1766), и Элизабет Уотсон (? — 1764), дочери Томаса Уотсона. Он получил образование в Итонском колледже.
С 1750/1751 по 1754 год служил офицером во 2-м пехотном гвардейском полку.
Виконт Лисбёрн заседал в Палате общин Великобритании от Кардиганшира (1755—1761), Берика-апон-Твида (1765—1768) и Кардиганшира (1768—1791). Он также занимал должности лорда торговли (1768—1770) и лорда Адмиралтейства (1770—1782).
19 января 1766 года после смерти своего отца Уилмот Воган унаследовал титул 4-го виконта Лисбёрна в графстве Антрим (Пэрство Ирландии) и 4-го барона Фетарда в графстве Типперэри (Пэрство Ирландии).
Помимо своей политической карьеры, он также был лордом-лейтенантом Кардиганшира с 1762 по 1800 год.
В июле 1759 года Уилмот Воган стал доктором гражданского права Оксфордского университета.
18 июля 1776 года для него был создан титул графа Лисбёрна в графстве Антрим (Пэрство Ирландии).

## Личная жизнь
Лорд Лисбёрн был дважды женат. 3 июля 1754 года он женился первым браком на Элизабет Гаскойн Найтингейл (? — 19 мая 1755), дочери Джозефа Гаскойна Найтингейла и леди Элизабет Ширли. У супругов был один сын:
- Уилмот Воган, 2-й граф Лисбёрн (3 мая 1755 — 6 мая 1820), старший сын и преемник отца.

19 апреля 1763 года он женился вторым браком на Дороти Шафто (? — 12 сентября 1805), дочери Джона Шафто. У супругов было четверо детей:
- Леди Дороти Элизабет Воган (ок. 1765 — 15 февраля 1849), в 1792 году она вышла замуж за сэра Лоуренса Палка, 2-го баронета[3][4].
- Леди Маллет Воган (ок. 1766 — январь 1858)
- Джон Воган, 3-й граф Лисбёрн (10 марта 1769 — 18 мая 1831)
- Леди Феодосия Шарлотта Воган (род. 27 февраля 1773).

Лорд Лисберн скончался в январе 1800 года, и его титулы унаследовал его старший сын Уилмот.